# Sarcomastigophora
Embranchement
Synonymes
- Plasmodroma[1]

Les Sarcomastigophora sont un embranchement du règne des Protozoaires. Ce groupe polyphylétique n'est pas universellement admis dans toutes les classifications taxinomiques. Ce taxon est donc considéré comme obsolète.

## Liste des classes
Selon le Catalogue of Life (25 janvier 2017) :
- Phytomastigophora
- Zoomastigophora